# Johann Wilhelm Reche
Johann Wilhelm Reche (* 3. November 1764 in Lennep; † 9. Januar 1835 in Lülsdorf) war ein deutscher lutherischer Geistlicher, Schriftsteller und Kirchenlieddichter.

## Leben
Reche studierte an den Universitäten von Halle und Leipzig Theologie. Er kehrte in seine Heimat zurück und wurde dort zunächst 1786 als Hilfsprediger, dann als Pastor in Lennep und Hückeswagen tätig. 1796 folgte er einem Ruf als Pastor an die lutherische Gemeinde in Mülheim an der Ruhr. Zudem gehörte er von 1816 bis 1826 dem Konsistorium in Köln an.
Reche war Kantianer, weshalb seine Schriften und Kirchenlieder von einem optimistischen Rationalismus geprägt sind, etwa in seinem Lied über die menschliche Willensfreiheit.  Deshalb löste sein Christliches Gesangbuch für die evang. lutherischen Gemeinden im Herzogthum Berg, das über 60 Lieder von ihm enthielt, einen Gesangbuchstreit aus. 1830, mit 66 Jahren, legte er, der als Rationalist ein Gegner der neupietistischen Erweckungsbewegung war, sein Pfarramt nieder. Er zog sich auf das Landgut Schneppenhof in Lülsdorf zurück. Dort widmete er sich seinen wissenschaftlichen Studien. Er starb fünf Jahre später unverheiratet und kinderlos.
Reche erhielt von der Theologischen Fakultät der Universität Bonn 1830 die Ehrendoktorwürde verliehen. Seine Kirchenlieder fanden noch einige Zeit Verbreitung, sind dann aber weitgehend in Vergessenheit geraten.

## Werke (Auswahl)
- Neuer Versuch über die Gränzen der Aufklärung, Dänzer, Düsseldorf 1789.
- Versuch über die humane Sympathie, Dänzer, Düsseldorf 1794.
- Goldener Spiegel für Prediger, Andreäische Buchhandlung, Frankfurt am Main 1799.
- Christliches Gesangbuch für die evang. lutherischen Gemeinden im Herzogthum Berg, Mülheim an der Ruhr 1800.
- Christliche Gesänge zur Beförderung eines frommen Sinnes und Wandels und zum Gebrauch bei der öffentlichen und häuslichen Gottesverehrung, Eyrich, Elberfeld 1805.
- Evergesia oder Staat und Kirche in Bezug auf die Armenpflege, Bädeker, Essen 1821.
- Typographia oder die Buchdruckerkunst, eine Erfindung der Deutschen, Bädeker, Essen 1823.
- Belehrungen aus der biblischen Geschichte Josephs. 2 Bände. Roschütz, Aachen 1834.